# Deracanthella
Deracanthella är ett släkte av insekter. Deracanthella ingår i familjen vårtbitare.
Kladogram enligt Catalogue of Life:
| Deracanthella | \| \| Deracanthella aranea \| \| \| \| \| \| Deracanthella xilinensis \| \| \| \| |
|               | \| \| Deracanthella aranea \| \| \| \| \| \| Deracanthella xilinensis \| \| \| \| |
|               | Deracanthella aranea                                                              |
|               |                                                                                   |
|               | Deracanthella xilinensis                                                          |
|               |                                                                                   |